# Oligoplites refulgens

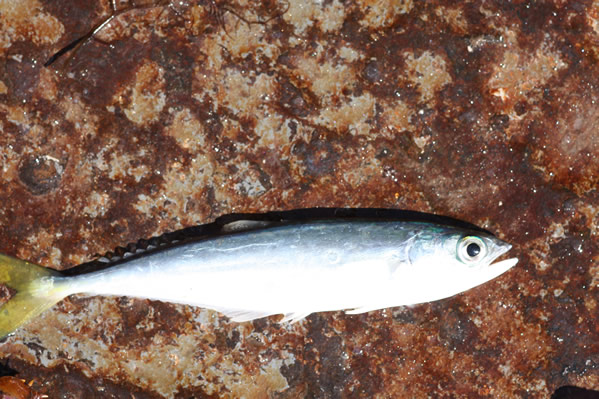
Oligoplites refulgens

Oligoplites refulgens es una especie de peces de la familia Carangidae en el orden de los Perciformes.

## Morfología
• Los machos pueden llegar alcanzar los 25 cm de longitud total.

## Distribución geográfica
Se encuentra desde México hasta Ecuador. También en Paita (Perú ).